# أوبوسي
أوبوسي  هي بلدية في اليابان، وبلدة في اليابان، تقع في ناغانو، ومقاطعة كاميتاكاي، بلغ عدد سكانها 10,495  نسمة وذلك حسب إحصائيات سنة 2018، تبلغ مساحتها 19.12 كيلومتر مربع.